# Dechra Pharmaceuticals
Dechra Pharmaceuticals plc. ist ein britischer Tierarzneimittelhersteller mit Sitz in Northwich. Zu den Segmenten des Unternehmens gehören die Entwicklung und der Vertrieb von Pharmazeutika und die pharmazeutische Forschung. Das Unternehmen ist international tätig. Das Unternehmen besteht aus zwei Segmenten, European Pharmaceuticals und North American Pharmaceuticals. Dechra hat sieben Produktionsstandorte. Das Unternehmen war bis 2024 an der Londoner Börse gelistet und Teil des FTSE 100 Index.

## Geschichte
1989 wurde National Veterinary Services (NVS) als risikokapitalfinanziertes Unternehmen gegründet, ein bedeutender Veterinärgroßhändler im Vereinigten Königreich, der Pharmazeutika, Heimtierprodukte, Instrumente, Verbrauchsmaterialien, Zubehör und IT an Tierarztpraxen liefert. 1992 erwarb Lloyds Chemist plc. NVS und fusionierte es mit einer anderen ihrer Akquisitionen, Willington Medicals Limited, einem britischen Veterinärgroßhändler. Zur gleichen Zeit kaufte Lloyds Arnolds & Sons und Dales. Damit bildete sich eine Veterinärabteilung im Unternehmen.
1997 wurde Dechra Pharmaceuticals durch ein Management-Buyout von Lloyds gegründet. Die Dechra Group bestand aus drei operativen Gesellschaften: NVS, Arnolds und Dales. Im September 2000 ging Dechra an die Londoner Börse. Der Ausgabekurs der Aktie betrug 120 Pence. Im Jahre 2001 wurde Vetoryl (Wirkstoff Trilostan), das einzige weltweit zur Behandlung des Caninen Cushing-Syndroms zugelassene in Großbritannien auf den Markt gebracht. Im April 2002 erwarb Dechra die Firmen North Western Laboratories und Cambridge Specialist Laboratory Services und weitete damit sein Dienstleistungsangebot in der Veterinärmedizin aus. Zur gleichen Zeit wurde Felimazole (Wirkstoff Thiamazol), ein Produkt zur Behandlung der Schilddrüsenüberfunktion bei Katzen in Großbritannien auf den Markt gebracht.
Im Mai 2002 wurde durch die Übernahme von Anglian Pharma plc. die Auftragsfertigungsumsätze von Dechra verdoppelt. 2004 erhielt Dechra eine vollständige EU-Lizenz für Felimazole. 2005 wurde Dechra US in Kansas City, Missouri, gegründet. 2007 erwarb Dechra die Firma Leeds Veterinary Laboratories und baute damit das Laborgeschäft der Gruppe aus. 2008 wurde die VetXX Holdings A/S  mit Sitz in Dänemark übernommen, ein Entwickler, Produzent und Vermarkter von tierärztlichen Begleitprodukten in zehn europäischen Ländern. Im gleichen Jahr wurde die FDA-Zulassung für Vetoryl in den USA erteilt. Ein Jahr später wurde die Zulassung der gleichen Behörde für Felimazole erteilt. DermaPet Inc., ein in Florida ansässiges dermatologisches Unternehmen, und  Genitrix Limited, wurden in 2010 übernommen. 2012 kaufte Dechra den Konkurrenten Eurovet Animal Health B.V. mit Sitz in den Niederlanden. Im gleichen Jahr übernahm Dechra die Albrecht GmbH in Aulendorf.
2013 wurde das Dienstleistungssegment (NVS und die Labors) für 87,5 Mio. £ an Patterson Companies Inc. veräußert, um sich damit auf die pharmazeutische Seite des Geschäfts zu konzentrieren. 2015 übernahm Dechra den Impfstoffhersteller Genera, 2016 Laboratorios Brovel SA de CV, ein Veterinärpharmaunternehmen mit Sitz in Mexiko-Stadt. Im gleichen Jahr erwarb Dechra Putney in den USA. Damit wurde das US-Geschäft verdoppelt. Im Februar 2018 erwarb Dechra die Firmen AST Farma und Le Vet in den Niederlanden für 340 Mio. Euro. 2019 erwarb das Unternehmen einen Anteil von 15 % an Medical Ethics und verstärkte damit auch seine nordamerikanischen Produktionskapazitäten.
Im April 2020 übernahm Dechra die Rechte für das Mirtazapin-Präparat Mirataz von Kindred Biosciences, im Juli die rechte am Ohrenpräparat Osurnia von Elanco Animal Health. 2021 erwarb das Unternehmen weitere 1,5 % von Medical Ethics, im Juöi die Vertriebsrechte von Isofluran und Sevofluran für den US-Markt von Halcarbon Life Sciences, im September die US-Rechte für ProVet APC und ProVet BMC systems von Hassinger Biomedical und DSM Medical, im Oktober die Rechte für das Xylazin-Präparat Rompun und für Butorphanol von Elanco sowie die US-Rechte für Sucromate Equine von Thorn Bioscience. Im Januar 2022 erwarb Dechra die weltweiten Rechte für das Präparat Verdinexor zur Behandlung des Malignen Lymphom des Hundes. Im Juli 2022 überhahm Dechra Piedmont Animal Health und im August Med-Pharmex Holdings.
2023 wurde Dechra von der schwedischen Beteiligungsgesellschaft EQT für 4,5 Milliarden Pfund gekauft. Im folgenden Jahr wurde Dechra von EQT von der Börse genommen.